# Cấu trúc Accruva
Cấu trúc Accruva là một trong nhiều đơn vị địa chất được tìm thấy trên Sao Kim. Viết tắt là psh, nó còn được gọi là đồng bằng khiên do các cấu trúc giống như cái khiên được hình thành trong khu vực của nó. Nó được đặc trưng bởi các cụm phong phú của các cấu trúc mái khiên nhỏ nằm trong toàn bộ đơn vị và thiếu biến dạng kiến tạo lan tỏa. Các vòm đặc trưng cho đơn vị có khả năng là các đỉnh núi lửa, kết quả của nhiều vụ phun trào núi lửa nhỏ trong một khoảng thời gian dài. Nó được hình thành trong nửa sau của Thời kỳ Guineverian, trong đó các đồng bằng rộng lớn hình thành trên toàn cầu trên Sao Kim. Đây là một trong 14 cấu trúc được xác định bởi Mikhail A. Ivanov và James W. Head.

## Miêu tả

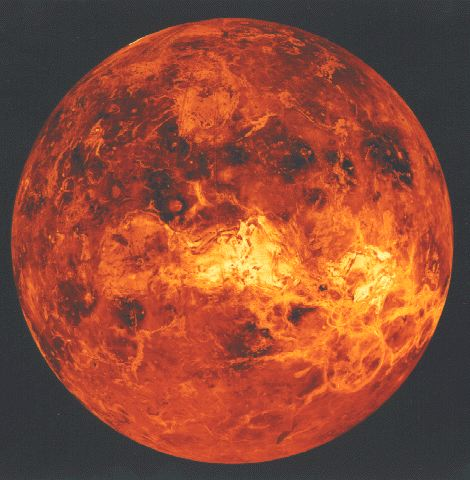
Hành tinh sao Kim, nơi hình thành Accruva. Hầu hết các hệ tầng Accruva nằm ở nửa phía bắc của bán cầu. Hình ảnh từ Wikimedia

Theo thời gian hình thành mái vòm khiên, một trong số nhiều cấu tạo nên cấu trúc Accruva. Hình ảnh được tạo bởi GeoGifs4Gesus

Cấu trúc Accruva còn được gọi là đồng bằng khiên vì các cấu trúc hình khiên hình thành gần nhau. Bề mặt của khu vực này khác biệt đáng kể so với 14 cấu trúc khác được vẽ trên Sao Kim do các cụm đồng bằng khiên, sự chuyển tiếp trơn tru về mặt hình thái từ các khiên đến các đồng bằng ở giữa các đồng bằng khiên và mức độ biến dạng thấp trong khu vực này, chỉ quan sát có chứa một vài sườn núi gấp. Các cấu trúc lá chắn có thể có đường kính từ vài km đến lớn hơn 10 km. Vùng hình thành xu hướng xảy ra như bản vá đồng thứ nguyên vài chục đến hàng trăm km. Sự hạ thấp của địa hình là đồi núi do các cụm vòm khiên. Hypsogram của hệ tầng Accruva gần như hoàn toàn phù hợp với siêu âm tổng thể của sao Kim, điều này cho thấy rằng sự hình thành này thể hiện mức độ địa hình chung của sao Kim.

## Sự hình thành

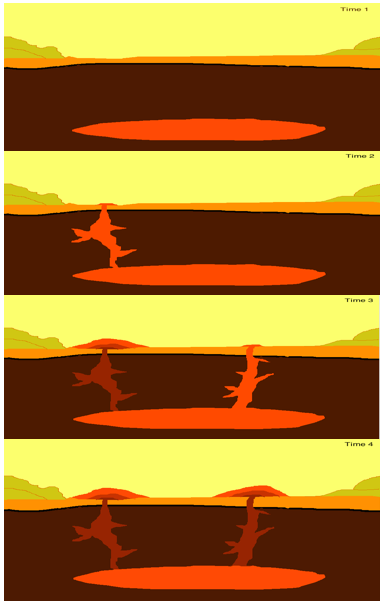
Làm thế nào nhiều vòm khiên có thể được hình thành trong sự hình thành đồng bằng khiên theo thời gian. Hình ảnh được tạo bởi Chesschamp82.

Các cấu trúc lá chắn được cho là có nguồn gốc núi lửa. Những tấm khiên này thường được tìm thấy gần nhau và sẽ tạo thành các nhóm cấu trúc. Sự chuyển tiếp giữa các khiên và đồng bằng ở giữa các khiên rất trơn tru về mặt hình thái và đôi khi có những nếp nhăn. Đây là đơn vị đầu tiên hiển thị không có biến dạng phổ biến. Cùng với các lá chắn núi lửa, biến dạng nhẹ có mặt được chứng minh bằng các sườn núi gấp và một vài vết nứt và địa hào. Có khả năng các khiên hình thành theo nhiều giai đoạn theo thời gian, thay vì từ một sự kiện. Các sự kiện phun trào đơn lẻ nhiều khả năng sẽ gây ra các núi lửa hình khiên rất lớn, thay vì các cụm nhỏ, xấp xỉ đường kính 10 km, vòm khiên được tìm thấy trong cấu trúc Accruva. Chúng thường xuyên hình thành trong cụm có đường kính 100 km. Điều này chỉ ra rằng mô hình phun trào của các vụ phun trào nhỏ lẻ đã lan rộng và tiếp tục trong một thời gian dài.

## Phân loại
Cấu trúc Accruva được phân loại bằng hệ thống phân loại địa tầng kép. Hệ thống này xác định và ánh xạ các đơn vị đá dựa trên mô tả các đặc điểm có thể quan sát được ở bề mặt do thiếu thông tin khác. Đây là phương pháp phổ biến được sử dụng để phân loại các thành tạo trên các hành tinh khác, nơi chúng ta thiếu thông tin cần thiết để phân loại như chúng ta làm trên trái đất, được phân loại theo vị trí của nó trong thời gian địa chất.

## Vị trí
Hệ tầng Accruva bao gồm khoảng 79,3 x10 6 km² hoặc 17,4% diện tích bản đồ trên sao Kim. Tọa độ vị trí bao gồm 29,4 °N, 131,0 °E; 11,9 °S, 335,8 °E.